# Bay család
A Bay család (Bai és Ludányi) ősrégi magyar család, mely Nógrád vármegyéből,
az ottani Bai nevű pusztáról, a család ősi fészkéről vette nevét, előnevét pedig az ugyancsak
Nógrád megyei Ludány helységről.
A család tagjai Borsod és Nógrád megyében közhivatalokat, s magasabb hivatalokat viseltek.
1447-es országgyűlésen Bay László képviselte Borsod megyét.
1597-ben Bay Ferenc Nógrád megyében szolgabíró volt, majd 1599-től ülnök.
Bay Mihály Báthori Miklós országbírónak dévényvári kapitánya. Neje Czobor Anna volt
1552-ben Bay András és Bay Ferenc Eger várát védte Dobó István mellett.
András később Sáka vára kapitánya, Ferenc pedig 1567-ben krasznahorkai kapitány volt.
1642-ben Ludányi előnévvel él   Ludányi Bay György, és rokonai István és Zsigmond is.
1652-ben él még Nógrád megyében Bay János is.
A család Nógrád megyéből elszármazott még Komárom, Győr, Bihar, Szatmár, Bereg, Borsod, Máramaros, Szabolcs és Zemplén megyékbe is.
Győr megyében élő  Bay család a bábai előnevet használja.
Zemplén megyében a Bay család tagjai Ujhelyi előnévvel éltek. Az Ujhelyi Bay család magvaszakadtán annak ujhelyi udvartelkét 1719-ben Szirmay György nyerte adományul.
Komárom megyében élt a 17. század elején Bay János , kinek neje nővéreivel együtt Laki részbirtokaikat elzálogosítja.
Bihar megyében Bay Péter Mezőgyánon 1552-ben egy portát bírt.
Szatmár megyében Bay Mihály-t a megye 1663-ban a nádor meghívására a Lőcse tanácskozásra küldte.
1810-ben a Bay család-nak Szatmár megyében Gebén, és Kis-Madán voltak birtokai:
Bay György Gegén (Nyírkáta), Bay Sándor pedig Kis-Madán (Nyírmada) volt birtokos.
Bereg megyébe a Bay család a 17. században házasság útján telepedett meg Surányban.
A Nógrád megyei származású Bay család tagjait azonban már a 11. században említik Bereg megye "jeles férfiai" között:
1685-ben Bay Mihály alispán volt a megyében, aki a Karlócai béke megkötése után Thököly Imrével együtt hagyta el az országot, s vele együtt élt Nikomédiában (Izmit), a törökországi száműzetése során. Javait azonban testvére Bay András kapta meg.
Thököly Imre végrendeletében egy nemes udvart hagyományozott Bay Mihály-nak Máramaros Szigeten, melyet tőle
II. Rákóczi Ferenc  váltott be. Ebben az okmányban felsorolta Bay Mihály Zrínyi Ilonának és Thököly Imrének tett hű szolgálataival szerzett érdemeit is.
1729-ben Surányban (Beregsurány) Ludányi Bay Istvánt, Mihályt és Évát iktatják be a surányi birtokrészekbe.
1742 előtt Bay István, Bay Mihály fia a Szabolcs megyei Bököny-ben volt birtokos.
1822-ben Surányban Bay Károlynak és Józsefnek volt birtoka.
Az 1870-es években Bay Ferencnek, Bay Józsefnek és Bay Erzsébetnek vannak itt birtokai.
A Bay család nevezetesebb tagjai közül való volt Bay György, aki 1792-ben itt született Surányban.
E György a Ludányi előnév mellett még a Csomai-t is használta, ugyanis a Bereg megyei Csoma helységre is
adományt kapott 1832-ben.
1815-ben testőr lett. Bécsi tartózkodása alatt ismerkedett meg Kisfaludy Károllyal, és az ő
hatására kezdett el verseket írni.
1820-ban otthagyta Bécset, s hazaköltözött. Kazinczyval is levelezett, s a költészet mellett műfordítással is foglalkozott. Meghalt Pesten 1849. június 5-én.
Bai Imre és Lisztes Zsófia lány gyermeke Bai Zsófia aki született 1930.05.02- meghalt 1972.02.17-n.

## A Bay család címere
Kék mezőben, hármas halmon ezüst egyszarvú áll, első lábaival hármas rózsát tartva.
A sisak koronájából ugyanolyan egyszarvú emelkedik ki.
Foszladék:
Jobbról aranyvörös, balról ezüstkék.

## A kastély
A család kastélya Beregsurányban található. A kastély a 18. században épült barokk stílusban, de az átalakítások nyomán számos eklektikus részlettel gyarapodott. Ma óvoda és posta.